# Хельсинкский университет
Хе́льсинкский университе́т (фин. Helsingin yliopisto, швед. Helsingfors universitet, лат. Universitas Helsingiensis) — старейший и крупнейший университет в Финляндии. В университете обучается около 38 тыс. студентов (в том числе 5,5 тыс. аспирантов).
С 1 августа 2005 года университет в соответствием с европейским стандартом Болонского процесса предлагает обучение на бакалавров, магистров и на докторские степени. Университет является членом LERU, Unica (университеты в столицах Европы). Университет входит в ассоциацию университетов Европы Утрехтская сеть. В рамках университета действует ботанический сад. С января 2012 года при университете открыт новый Центр исследований России. Канцлер университета с 2017 года — Каарле Хямери.
В мировом рейтинге университетов Times Higher Education за 2018 год Хельсинкский университет занимает 48-е место.

## История
Университет основан в 1640 году в городе Або (Турку) как Королевская академия Або.
После присоединения в 1809 году герцогства Финляндского к Российской империи университет стал называться Императорская академия Або.

### Императорский Александровский университет(1828—1917)
После произошедшего в 1827 году разрушительного пожара, указом императора Николая I университет был переведён в Гельсингфорс и получил название Императорский Александровский университет (в честь покойного брата императора — Александра I). Главное здание университета было спроектировано в 1832 году архитектором Карлом Энгелем.

### Хельсинкский университет(1917 — настоящее время)
С 1917 года, после провозглашения независимости Финляндии, учебное заведение получило название Хельсинкский университет.

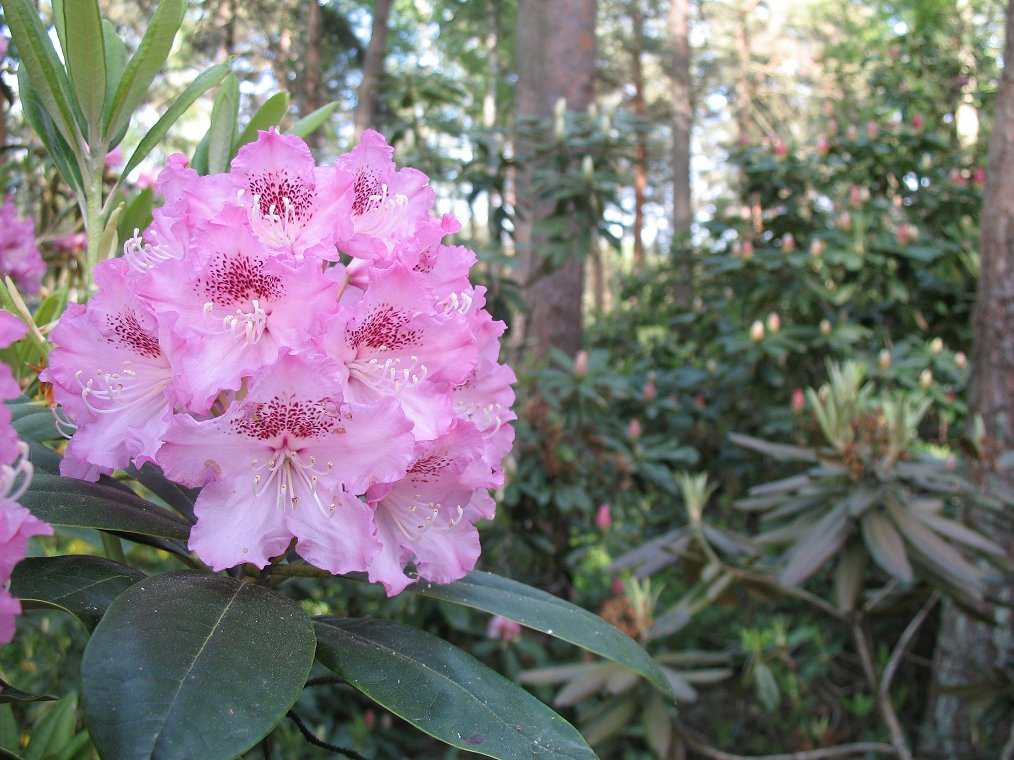
Rhododendron 'Helsinki University' назван в честь 350-летия Хельсинкского университета

В 1944 году часть строений университета были уничтожены при советской бомбардировке Хельсинки.
28 августа 1990 года, впервые в истории СССР, советская научная сеть «Релком» установила связь по телефонному модему с учёными Хельсинкского университета, что считается одной из отправных точек развития Рунета.
В университете существует группа из доцентов Арто Луукканена и Пекки Кауппалы, занимающихся исследованием истории разведывательной деятельности на территории Финляндии со стороны СССР и России.
В 1990 году в ознаменование 350-й годовщины основания университета в Финляндии была выпущена памятная серебряная монета номиналом 100 марок «350 лет Университету Хельсинки» тиражом 150 тысяч штук.
В ноябре 2015 года преподаватели университета приняли решение объявить забастовку в знак протеста против планируемого правительством значительного сокращения финансирования.
В 2016 году состоялось реформирование административного отдела университета в новую структуру с сокращением штата сотрудников на 200—300 человек.
В 2017 году университет получил самое большое за всю историю своего существования денежное пожертвование. Бывший профессор общего литературоведения и эстетики Майя Лехтонен завещала университету 4 миллиона евро с целью использовать их на поддержку изучения французского языка, литературы, истории Франции, финско-французских культурных отношений и финской литературы.

## Обучение
В настоящее время здесь представлены более 30 международных магистерских программ. Длительность обучения составляет два года (120 ECTS). Также имеется возможность получения докторской степени (PhD). Процесс подачи заявлений на PhD индивидуален для каждого факультета.
Университет предлагает учебную среду мирового уровня. Иностранные студенты очень довольны оснащённостью аудиторий и лабораторий, студенческой библиотекой и online библиотеками, развитостью технологий и научно-исследовательской работы, а также поддержкой со стороны преподавательского состава и дружелюбной атмосферой.
Обучение иностранных студентов на всех уровнях, кроме бакалавра, производится на английском языке. Бакалаврские программы предлагаются на финском и шведском языках.
Для граждан Финляндии, ЕС и ЕЭЗ образование в Хельсинкском университете бесплатное. Иностранные студенты (за исключением граждан Швейцарии) с 2016 года платят за своё обучение.
С осени 2013 года все дипломные работы студентов pro gradu проверяются на плагиат с помощью компьютерной программы Moodle. Максимальное наказание за плагиат — временное увольнение из университета сроком на 1 год.

## Факультеты
- Богословской факультет (Teologinen tiedekunta, Teologiska fakulteten);
- Юридический факультет (Oikeustieteellinen tiedekunta, Juridiska fakulteten);
- Медицинский факультет (Lääketieteellinen tiedekunta, Medicinska fakulteten);
- Гуманитарный факультет (Humanistinen tiedekunta, Humanistiska fakulteten);
- Математико-естественно-научный факультет (Matemaattis-luonnontieteellinen tiedekunta, Matematik-naturvetenskapliga fakulteten);
- Сельскохозяйственный факультет (Maatalous-metsätieteellinen tiedekunta, Agrikultur-forstvetenskapliga fakulteten);
- Педагогический факультет (Kasvatustieteellinen tiedekunta, Pedagogiska fakulteten);
- Ветеринарный факультет (Eläinlääketieteellinen tiedekunta, Veterinärmedicinska fakulteten);
- Фармацевтический факультет (Farmaceutiska fakulteten, Farmasian tiedekunta);
- Политологический факультет (Valtiotieteellinen tiedekunta, Statsvetenskapliga fakulteten).

## Университетские корпорации
- «Нюландская нация» (Nylands Nation);
- «Южно-Финнская нация» (Eteläsuomalainen osakunta, Sydfinska nationen);
- «Карельская нация» (Karjalainen Osakunta, Karelska nationen);
- «Тавастландская нация» (Hämäläis-Osakunta, Tavastlands nation);
- «Центрально-Финнская нация» (Keskisuomalainen Osakunta, Mellersta Finlands nation);
- «Кимменендаленская нация» (Kymenlaakson Osakunta, Kymenlaakson Osakunta);
- «Абосская нация» (Åbo Nation);
- «Сатакунтская нация» (Satakuntalainen Osakunta);
- «Восточно-Финнская нация» (Östra Finlands Nation);
- «Юго-Восточно-Ботническая нация» (Etelä-Pohjalainen Osakunta, Sydösterbottniska nationen);
- «Вазасская нация» (Vasa nation);
- «Северо-Восточно-Ботническая нация» (Pohjois-Pohjalainen Osakunta, Nordösterbottniska nationen).

Высший орган «нации» —- общее собрание «нации» (Osakunnan kokous), между общими собраниями —- правление (Osakunnan hallitus). Также существуют должности инспектора (Inspehtori) и куратора (Kuraattori). Среди членов Нюландской нации вручается «Орден Луция» (Luciusordens), имеющий следующие степени: канцлер, вице-канцлер, великий офицер первого класса, великий офицер второго класса, великий коммендор, коммендор.
Хельсинкскому университету принадлежит также аптечная сеть университетских аптек, работающая по всей стране.

## Рейтинги
В 2015 году Центр исследования университетов мирового класса (CWCU) в Шанхайском университете Цзяо Тун присвоил Хельсинкскому университету 67 место (из 500), что на шесть строчек выше, чем в 2014 году.
В рейтинге Times Higher Education:
В рейтинге авторитетной британской компании Quacquarelli Symonds (QS):

## Преподаватели
- Лео Аарио, географ
- Болин, Вильгельм, философ
- Гакман, Виктор Аксель, геолог
- Грот, Яков Карлович, филолог
- Хейкки Клеметти, музыкальный педагог
- Мандельштам, Иосиф Емельянович, профессор русского языка и литературы
- Миквиц, Гуннар, историк
- Онни Окконен, академик, искусствовед
- Сараяс, Анна-Мари, академик, литературовед
- Сигнеус, Фредерик, профессор эстетики и литературы
- Сусилуото, Илмари, политолог
- Эльвинг, Фредрик, ботаник
- Хаапанен, Тойво, музыковед
- Шимановский, Юлий Карлович, хирург

## Ректоры
- 1640—1641, 1649—1650 Эскиль Петреус
- 1647—1648, 1652—1653 Георг Аланус
- 1676—1677, 1683—1684 Элиас Тилландс
- 1729—1730 Даниэль Юслениус
- 1755—1756 Карл Абрахам Клевберг
- 1756—1757, 1765—1766, 1772—1773 Пер Кальм
- 1767—1768 Мартин Валлениус
- 1786—1787, 1798—1799 Генрих Габриель Портан
- 1803—1804, 1811—1812, 1825—1827 Юхан Гадолин
- 1806—1807, 1813—1814, 1827—1828, 1829—1832 Густав Габриэль Гёльстрём
- 1824—1825 Карл Рейнгольд Зальберг
- 1828—1829 Даниил Мирен
- 1832—1833 Эрик Габриель Мелартин
- 1833—1839 Фредерик Вильгельм Пипинг
- 1839—1845 Нильс Абрам фон Урсин
- 1845—1848 Вильгельм Габриэль Лагус
- 1848—1858 Гавриил Рейн
- 1859—1869 Адольф Эдвард Арппе
- 1869—1872 Лоренц Линделёф
- 1872—1875 Адольф Моберг
- 1875—1878 Сакариас Топелиус
- 1878—1884 Вильгельм Лагус
- 1884—1887 Август Альквист
- 1887—1896 Теодольф Рейн
- 1896—1899 Якко Форсман
- 1899—1905, 1905—1907 Эдвард Хьелт
- 1905 Раббе Аксель Вреде
- 1907—1911, 1920—1922 Ивар Август Хейкель
- 1911—1915 Андерс Северин Доннер
- 1915—1920 Вальдемар Руин
- 1926—1930 Антти Туленхеймо
- 1941—1945 Рольф Неванлинна
- 1956—1962 Эдвин Линкомиес
- 1971—1973 Микко Юва
- 1973—1978 Эрнст Пальмен
- 2003—2008 Илкка Нийнилуото
- 2008—2013 Томас Вильгельмссон[фин.]
- 2013—2018 Юкка Кола[19]
- Яри Ниемеля (2018[20] — февраль 2022)
- Сари Линдблум[фин.] (с 2022)